# Nick Bebout
Nicholas „Nick“ Bebout (* 5. Mai 1951 in Riverton, Wyoming) ist ein ehemaliger US-amerikanischer American-Football-Spieler auf der Position des Offensive Tackles. Er spielte in seiner Karriere bei den Seattle Seahawks, den Atlanta Falcons und den Minnesota Vikings in der National Football League (NFL).

## Frühe Jahre
Bebout ging in Shoshoni, Wyoming, auf die Highschool. Später besuchte er die University of Wyoming.

## NFL
Bebout wurde im NFL-Draft 1973 in der sechsten Runde an 142. Stelle von den Atlanta Falcons ausgewählt. Bei den Falcons blieb er drei Jahre, in denen er nicht über eine Reservistenrolle hinauskam. Zur NFL-Saison 1976 wechselte er zu den Seattle Seahawks. Hier spielte er vier Jahre als Stammspieler auf der Position den Left Tackles. Zur Saison 1980 ging er zu den Minnesota Vikings, für die er jedoch nur ein Spiel absolvierte. Daraufhin beendete er seine Profikarriere.